# Marianna Dellekamp
Marianna Dellekamp (Ciudad de México, octubre de 1968) es una artista visual mexicana que inició su carrera artística en la fotografía y posteriormente incursionó en la instalación y el arte conceptual. Recibió el Primer Premio de Adquisición de la X Bienal Monterrey FEMSA en el 2012.

## Trayectoria
Cuenta con 30 años de trayectoria artística, donde ha experimentado con diversos medios. En 1987 comienza sus estudios en la Escuela Activa de Fotografía  en la Ciudad de México y en 1994 en el International Center of Photography de Nueva York. Su obra artística ha sido expuesta en México y en diferentes países del mundo como Francia, República Checa, Finlandia y Estados Unidos. Parte de su obra forma parte de colecciones públicas y privadas. 
En 1996 funda Producciones Mi Alegría, en donde editó los libros: If Grandma says no, ask Grandpa (1996), Vuelo (1997), Nueve meses y Libro IV (2005). 
En 1998 con la pieza Líquido corpóreo realiza un reconocimiento del espacio interno del cuerpo que habitamos con un acercamiento desde la anatomía médica. 
En 1999, su pieza Antropología del cuerpo moderno explora los deseos depositados en el cuerpo femenino desde una perspectiva social. En el 2009 a partir de su interés por el mundo natural desarrolló La Biblioteca de la Tierra, una pieza abierta a la colaboración de voluntarios, quienes fueron invitados a enviar muestras de tierra de sus regiones para convertirlas en volúmenes originales de la biblioteca (libros). En el 2012 reflexiona sobre el espacio público y la ciudad a través de la pieza Vivienda Social a partir de la exposición de nidos de aves, espacios habitables que reúnen las huellas necesarias para descifrar quiénes y cómo se alojaron en su interior. Con estas últimas dos piezas manifiesta su interés por la participación colectiva dentro su propia producción artística.  
Dentro de su exploración en la instalación, arte conceptual y el coleccionismo, creó las piezas a Press, en el 2010 partir de acervos documentales diversos, y en el 2015 Coleccionar / Pensar abordando el proceso racional detrás de la profunda necesidad humana de acumular y sistematizar objetos.
En el 2019, presentó la pieza El Sentido de lo Habitado, en el Museo Universitario del Chopo, Ciudad de México, donde reúne 23 objetos formando un pequeño archivo para reflexionar sobre la memoria y el paso del tiempo que interactúa directamente con la arquitectura del espacio que lo contiene.

## Reconocimientos
- 2016-2019 Sistema Nacional de Creadores del Fondo Nacional para la Cultura y las Artes.
- 2016 Premio al Mejor libro de arte, VII Feria del libro independiente de la Ciudad de México.
- 2013-2015 Sistema Nacional de Creadores del Fondo Nacional para la Cultura y las Artes
- 2012 X Bienal Monterrey FEMSA, Premio de adquisición, Nuevo León, México.
- 2010 Seleccionada en la XIV Bienal de Fotografía del Centro de la Imagen, México.
- 2009-11 Sistema Nacional de Creadores del Fondo Nacional para la Cultura y las Artes 1998-99 Beca Jóvenes Creadores del Fondo Nacional para la Cultura y las Artes.
- 1998 Primer Premio en el 3.er Salón Internacional de Guadalajara.
- 1998 Mención Honorífica en la Primera Bienal Internacional de Fotografía de Puerto Rico
- 1996 Primer Premio en el XVI Encuentro de Arte Joven, convocado por el Consejo Nacional para la Cultura y las Artes y el Instituto Cultural de Aguascalientes.
- 1996 Segundo lugar en el 2o. Salón Internacional de Guadalajara.
- 1995-96 Beca Jóvenes Creadores del Fondo Nacional para la Cultura y las Artes.
- 1995 Mención Honorífica en el 1.er Salón Internacional de Guadalajara, Jalisco.[6][7]

## Obra
Parte de su obra ha sido publicada en:
- Coleccionar / Pensar, Marianna Dellekamp, Ediciones Acapulco, UNAM, México, 2015
- Miradas. Mujeres Artistas en México, Asterisco, México, 2015.
- Mujeres detrás de la Lente, 100 años de creación fotográfica en México 1910-2010, Emma Cecilia García Krinsky, CONACULTA, México, 2015.
- Catálogo de la Colección Crimen Fundacional, UNAM, 2013.
- Catálogo de la XIII Bienal de Fotografía, Centro de la Imagen, México, 2009.
- Catálogo de la exposición México 05, Galería Manuel Felguérez, Universidad Autónoma Metropolitana, México, 2004.
- Catálogo de la XI Bienal de Fotografía, Centro de la Imagen, México, 2006.
- Catálogo de la muestra Huesca imagen, México Tendencias, Diputación de Huesca y Gobierno de Aragón, España, 2004.
- Catálogo de la X Bienal de Fotografía, Centro de la Imagen, México, 2004.
- Revista Luna Córnea #21-22, Fondo Nacional para la Cultura y las Artes y Centro de la Imagen.[8][9][10][11]

## Colecciones
Su obra pertenece a colecciones privadas en México y Estados Unidos, así como a las siguientes colecciones:
- Museo de Arte Moderno, Ciudad de México.
- Colección Isabel y Agustín Coppel.
- Centro de la Imagen, Ciudad de México.
- Colección FEMSA, Monterrey, NL, México.
- SINAFO, Fototeca Nacional del INAH, Pachuca, Hidalgo, México[11][12][13]